# نادي كيفلافيك
كيفلافيك هو نادي كرة قدم في آيسلندا تأسس في 12 يوليو 1950.

## وصلات خارجية
- الموقع الرسمي